# Dziśnity
Dziśnity (Duits: Dosnitten) is een plaats in het Poolse district  Ostródzki, woiwodschap Ermland-Mazurië. De plaats maakt deel uit van de gemeente Małdyty en telt 180 inwoners.